# Power of the Dollar
Power of the Dollar – niewydany debiutancki album amerykańskiego rapera 50 Centa. 
Album miał zostać wydany 25 czerwca 2000 roku przez Columbia Records, jednak wytwórnia zerwała kontrakt z raperem dowiedziawszy się, iż brał on udział w strzelaninie, w której został dziewięciokrotnie postrzelony, dwa miesiące przed planowaną datą wydania. Album był wielokrotnie bootlegowany. Columbia Records nie zamierza wydawać albumu oficjalnie. 

## Lista utworów
Ze względu na brak oficjalnego wydania, lista utworów jest niekompletna. Większość informacji opracowana została na podstawie notatek z różnych wydań w Europie jak i w Stanach Zjednoczonych przez różne wytwórnie w kilku formach – na płytach CD, jak i płytach winylowych czy kasecie. Niektóre wersje zawierają krótkie wstawki tzw. snippety, inne wydania nie posiadają kilku utworów. Poniżej została przedstawiona lista utworów, w której informacje powtarzają się na kilku wydaniach oraz informacje potwierdzone przez samą wytwórnię Columbia Records.
| Nr  | Tytuł utworu                           | Tekst                                                                     | Producent                  | Długość |
| --- | -------------------------------------- | ------------------------------------------------------------------------- | -------------------------- | ------- |
| 1.  | „Intro”                                |                                                                           |                            | 1:11    |
| 2.  | „The Hit”                              |                                                                           | Randy Allen                | 3:41    |
| 3.  | „The Good Die Young”                   |                                                                           | Al West                    | 4:02    |
| 4.  | „Corner Bodega (Coke Spot)”            |                                                                           | L.E.S.                     | 1:36    |
| 5.  | „Your Life’s on the Line”              | Curtis Jackson · Terence Dudley                                           | Terence Dudley             | 3:38    |
| 6.  | „That Ain't Gangsta”                   |                                                                           | Trackmasters               | 3:25    |
| 7.  | „As the World Turns” (gość. Bun B)     | Ron Francois                                                              | Red Spyda                  | 4:20    |
| 8.  | „Ghetto Qur'an (Forgive Me)”           | Jackson                                                                   | Trackmasters               | 4:34    |
| 9.  | „Da Repercussions”                     |                                                                           | Kurt Gowdy                 | 3:28    |
| 10. | „Money by Any Means” (gość. Noreaga)   |                                                                           | Trackmasters · Teflon      | 4:03    |
| 11. | „Material Girl” (gość. Dave Hollister) |                                                                           | Trackmasters               | 4:35    |
| 12. | „Thug Love” (gość. Destiny’s Child)    | Jackson · Brian Kierulf · Rashad Smith · Joshua Schwartz · Nycolia Turman | Kierulf · Smith · Schwartz | 3:16    |
| 13. | „Slow Doe”                             |                                                                           | Trackmasters               | 3:54    |
| 14. | „Gun Runner” (gość. Black Child)       | Jackson                                                                   | Trackmasters               | 1:55    |
| 15. | „You Ain't No Gangsta”                 | Jackson · Michael Clervoix                                                | Sha Money XL               | 3:37    |
| 16. | „Power of the Dollar”                  |                                                                           | Trackmasters               | 3:26    |
| 17. | „I'm a Hustler”                        | Elliot · Jackson · Jacobs · Moore · Philips · Spivey · Styles             | DJ Scratch                 | 3:55    |
| 18. | „How to Rob” (gość. the Madd Rapper)   | Angelettie · Barnes · Casey · Jackson · Olivier                           | Trackmasters               | 4:25    |
|     |                                        |                                                                           |                            | 1:03:01 |